# موافقت‌نامه عمومی تعرفه و تجارت
موافقت‌نامهٔ عمومی تعرفه و تجارت (General Agreement on Tariffs and Trade) یا به اختصار گات (GATT) توسط ۲۳ کشور در سال ۱۹۴۷ در شهر ژنو تهیه شده‌است. موافقت‌نامه در اصل بخشی از یک پیش‌نویس منشور سازمان تجارت بین‌المللی بوده که در کنفرانس برتون وودز تنظیم شده‌است، که پس از جنگ جهانی، همراه با صندوق بین‌المللی پول و بانک جهانی معرفی شد.

## مفاد
منشور هاوانا موجود نه تنها GATT را شامل می‌شد بلکه ادارهٔ تجارت را نیز در بر می‌گرفت. گسترهٔ قوانین مربوط به اشتغال، موافقت نامه‌های کالا، شیوه‌های محدود کسب‌وکار، سرمایه‌گذاری بین‌المللی، و خدمات نیز بخش‌هایی بود که در محدوده خود قرار داده بود، در حالی‌که گات خود، یک فهرست بزرگ از معافیت‌های تجاری مذاکره و قواعد رفتاری را در برداشت.
تمام کشورهای امضاکنندهٔ گات ضمن برخورداری از امتیاز دولت‌های کامله‌الوداد و تعرفه‌های تدریجی یک دیگر، از تدابیر گمرکی برای حمایت از کالاهای خود نیز خلع سلاح می‌شدند.